# Ислам на Сейшельских Островах

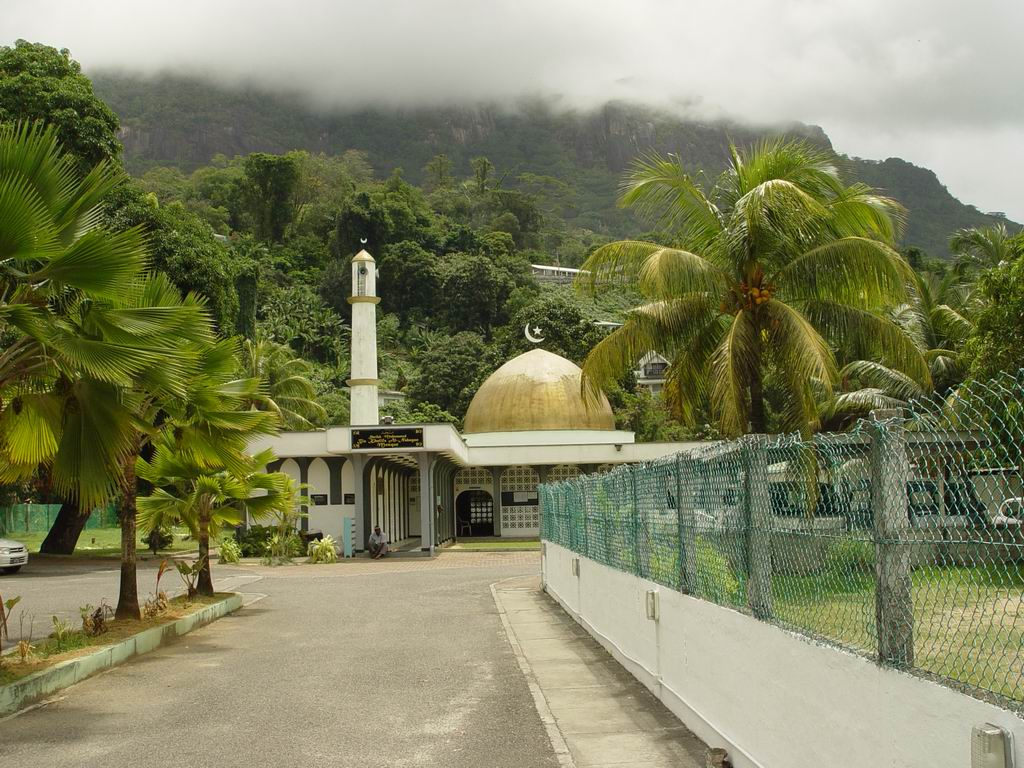
Мечеть на Маэ

Ислам в Индийский океан принесли торговцы-мусульмане, задолго до прихода европейцев на Сейшелы. Но в отличие от других островных государств, включая Мальдивы и Коморские острова на Сейшелах не было постоянного населения до 1770 года, когда там поселились французы. В настоящее время, процент мусульманского населения на островах составляет около 1.1% (примерно 900 человек). Во многих соседних государствах (Коморы, Мальдивы, Танзания), ислам получил более широкое распространение, благодаря колонизации мусульманами до европейцев. А на Маврикие мусульмане появились благодаря завозу рабочей силы из Британской Индии.
На островах разрешены 15 минут религиозного вещания для мусульман каждую пятницу.

## Исламская община
Мечети построены на всей территории Сейшел, однако самое большое их количество располагается на острове Маэ, там и проживают большинство мусульман.
Община под руководством своего лидера Ибрагима Афифа попыталась запустить программу с названием "Исследуй ислам", которая вскоре была свёрнута.

## Демография
| Год  | Число | %   | Увеличение |
| ---- | ----- | --- | ---------- |
| 1994 | 506   | 0.8 | —          |
| 2002 | 900   | 1,1 | ▲0,3       |
| 2010 | 1459  | 1,6 | ▲0,5       |